# Acantiza-ocidental
Acantiza-ocidental  (Acanthiza inornata) é uma espécie de ave da família Acanthizidae.
É endémica da Austrália.
Os seus habitats naturais são: matagais mediterrânicos.

## Subespécies
- Acanthiza inornata masteri
- Acanthiza inornata mastersi